# Jean Charles Galissard de Marignac
Jean Charles Galissard de Marignac, född 24 april 1817 i Genève, död där 15 april 1894, var en schweizisk kemist.

## Biografi
Marignac var professor i kemi vid universitetet i Genève och en av 1800-talets mera framstående kemister, känd genom ett stort antal viktiga arbeten inom den oorganiska kemin. Han utförde en mängd noggranna atomviktsbestämningar och kristallografiska undersökningar samt bidrog betydligt till kännedomen om flera sällsynta grundämnen, tillhörande tantalgruppen och jordartmetallerna, bland vilka han upptäckte ytterbium och gadolinium. Särskilt viktiga är hans upptäckter av isomorfin emellan fluosilikaten, fluostannaten och andra fluosalter samt av de invecklat sammansatta kondenserade metallsyrorna, kiselvolframsyra med flera. Han blev ledamot av svenska Vetenskapsakademien 1873 och tilldelades Davymedaljen 1886.